# Низинная лягушка
Низинная лягушка (лат. Rana yavapaiensis) — вид настоящих лягушек, обитающий в Северной Америке.
Этот вид распространён в США и Мексике. Он встречается в западной и центральной части штата Аризона, юго-западной части Нью-Мексико, в центральной и юго-восточной Калифорнии, на севере мексиканских штатов Сонора и Чиуауа.
Его природными местами обитания являются умеренные леса, реки, пресноводные озёра и болота, временные водоёмы.